# Ковальов Андрій Вікторович
Андрі́й Ві́кторович Ковальо́в (23 жовтня 1990, Київ, Україна) — український політолог, політичний аналітик, історик, релігієзнавець та журналіст. Кандидат політичних наук. Дослідник УАПЦ Першого відродження. Офіцер Збройних сил України, речник Генерального штабу Збройних сил України.
Знаний своїми виступами та коментарями на телебаченні і радіо політичний аналітик, експерт з політичних, історичних та релігійних питань та комунікації[джерело не вказане 827 днів]. Член «Пласту» — національної скаутської організації України. Військовий реконструктор, член і засновник військово-історичного клубу «Самостійна Україна», який займається дослідженням та реконструкцією доби Армії УНР та УПА. Член правління Благодійного фонду «Героїка», що опікується пошуком та впорядкуванням українських військових поховань, встановленням пам'ятників і пам'ятних знаків на честь діячів та подій українського визвольного руху. Член Національної спілки журналістів України, член Національної спілки краєзнавців України. Дослідник українських архівів. Активний учасник процесів декомунізації.
Засновник громадської ініціативи «Історія УАПЦ» та редактор популярного дослідницького пабліку в мережі Facebook «Історія УАПЦ» про історію Православної Церкви України. Як краєзнавець, досліджує історію національно-визвольних змагань України у XX столітті, насамперед у передмістях Києва. Автор історичних книг: «З Архістратигом на щитах» (Київ, 2018), «Як гартувалася державність» (Київ, 2020).

## Життєпис
Народився в Києві у родині Віктора Ковальова та Людмили Кривченко. З дитинства мешкав та виростав у Боярці на Київщині. Родина батька походить зі слободи Калинівка на Кропивниччині із старого старообрядського роду, який під впливом козаків-низовиків був асимільований та остаточно став українською православною родиною станом на 1814 рік. Родина матері є нащадками козацької шляхти з Прилуччини (Беззуби) та Миргородщини (Кривченки). На виховання Андрія Ковальова визначне значення мало принципове українське виховання та вплив, який мали на нього дідусь Андрій Андрійович Кривченко (родом із Максимівки на Полтавщині) та Галина Михайлівна Беззуб (родом із Кропивни на Чернігівщині).
Навчався і закінчив Боярську ЗОШ I—III ступенів № 3. 2007—2013 — навчався на філософському факультеті Київського національного університету імені Тараса Шевченка на відділенні політології; у 2011—2013 — у Військовому інституті Київського національного університету імені Тараса Шевченка за програмою «Офіцер запасу». Після складення ним військової присяги Андрієві присвоєно звання молодшого лейтенанта.
У 2015–2018 — аспірант кафедри Державного управління Київського національного університету імені Тараса Шевченка.
У 2019 захистив кандидатську дисертацію з політичних наук у Київського національного університету імені Тараса Шевченка та здобув науковий ступінь кандидата політичних наук.
Вивчає богослів'я у Волинській Православній Богословській Академії Православної Церкви України.
На Великдень, 5 травня 2024 року митрополит Луцький і Волинський Михаїл (Зінкевич) за Божественною Літургією у Троїцькому кафедральному соборі Луцька рукоположив іподиякона Андрія Ковальова у сан диякона.

### Ділова активність
Перший журналістський досвід здобув у Національній скаутській організації Пласт. На волонтерських засадах був прессекретарем Київського Пласту, а згодом працював прессекретарем Всеукраїнської Національної скаутської організації України «Пласт».
2011–2014 — репортер 5 каналу.
2014–2016 — заступник голови Інформаційного управління (Пресцентру) Української Православної Церкви Київського Патріархату, а фактично Прессекретар Святійшого Патріарха Київського і всієї Руси-України Філарета та очільник медіа-кампаній УПЦ КП в період розгортання війни з РФ.
З травня 2016 по 29 серпня 2019 — Прессекретар Голови Верховної Ради України Андрія Парубія.
У 2021 працював у Національній академії аграрних наук України.
Як експерт з питань комунікацій консультував бізнеси у сфері виробництва і торгівлі ювелірних виробів. Працював політичним консультантом.
У 2015–2018 — аспірант кафедри Державного управління Київського національного університету імені Тараса Шевченка.
У 2015–2020 — депутат Боярської міської ради VII скликання. Член постійної комісії з питань прав людини, законності, правопорядку, протидії корупції та регламенту депутатської діяльності. Один із ініціаторів та активних членів комісії з декомунізації Боярської міської ради у 2015–2016 особисто вніс на затвердження півсотні назв вулиць, які зараз носять імена героїв України, козаків і старшин Армії УНР, УПА, повстанців 20-30 — х років.

### Громадська діяльність

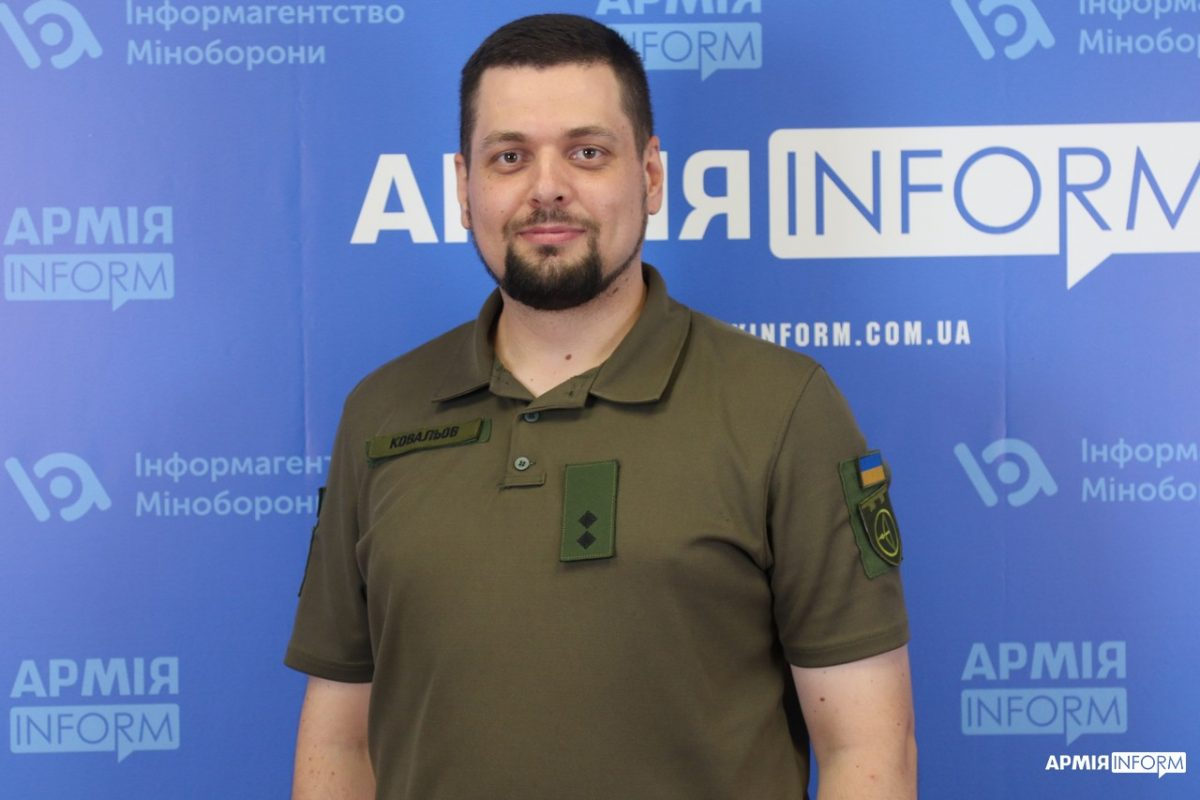
Андрій Ковальов в Інформагентстві «АрміяInform», 18 серпня 2022 року

Андрій Ковальов займається дослідженням історії Української революції, Перших Визвольних змагань на Київщині та у своєму рідному місті Боярка.
За ініціативи Андрія Ковальова у 2013 у Боярці спільно з активістами Благодійного фонду «Героїка» було відновлено і споруджено комплекс із шести поховань старшин і козаків Армії УНР. Наразі Андрій Ковальов є членом наглядової ради БФ «Героїка», яким реалізовано близько 50-ти меморіальних проектів на вшанування героїв визвольних змагань.
За ініціативи Андрія Ковальова було споруджено низку меморіальних барельєфів, які вшановують видатних борців за незалежність України та визначні події з історії України.
У 2014 Андрій ініціював відкриття барельєфу на честь Марка Шляхового — військового і громадського діяча УНР у 2014, повстанського отамана.
У 2016 на честь Євгена Коновальця на будівлі школи, де у листопаді-грудні 1918 містився штаб Осадного Корпусу Січових стрільців.
У 2017 на честь Васильківського Коша Вільного козацтва під командуванням Івана Горемики-Крупчинського.
У 2018 на честь Юрія Отмарштейна — полковника Армії УНР.
2018 ініціював відкриття меморіального барельєфу на честь 100-ліття Київського Пласту на стіні будинку на вулиці Володимирській, 42 у Києві.
У 2019 споруджено меморіальний барельєф на честь полковника Івана Чмоли та оборонців станції Боярка 1919 року.
У 2020 Андрій Ковальов ініціював та відкрив меморіальний барельєф на будинку у Боярці, де у травні 1920 містився штаб 6-ї Січової стрілецької дивізії Армії УНР на чолі з полковником Марком Безручком.
У 2021 Андрій Ковальов ініціював та організував відкриття меморіального барельєфу на честь автора гімну «Боже, Великий єдиний…» Олександра Кониського у Боярці.
Також Андрій Ковальов організував та сприяв встановленню гранітних меморіальних дошок у Боярці на честь: Всеволода Петріва, Євгена Коновальця, Івана Андруха, які встановлені на вулицях, що носять імена цих героїв. Також лобіював та консультував щодо встановлення Боярською міською радою гранітної меморіальної дошки на Боярській міській лікарні на честь Модеста Левицького — першого лікаря Боярської земської лікарні.
16 серпня 2021 за ініціативи Андрія Ковальова було споруджено та відкрито мистецьку гранітну меморіальну дошку на честь 100-ліття Боярсько-Будаївського волосного собору Української Автокефальної Православної Церкви.
Андрій Ковальов брав активну участь у спорудженні і відкритті пам'ятника на честь Василя Вишиваного у Києві у 2021, долучався до відкриття пам'ятника Петра Болбочана у 2020. Також у 2021 допомагав у відкритті пам'ятника Митрополиту Тимофію Щербацькому на Київщині і меморіальної дошки на честь Олександра Кошиця на Андріїському узвозі у Києві.
2018 брав активну участь в організації процесу здобуття Томосу про автокефалію Православної Церкви України, супроводжуючи голову Верховної Ради на переговорах у Стамбулі. Учасник Об'єднавчого Собору Православної Церкви України 15 грудня 2018.
Як депутат Боярської міської ради був членом комісії міської ради з декомунізації у 2015—2016 і брав участь у перейменуванні півсотні вулиць, які зараз носять імена героїв України, козаків і старшин Армії УНР, УПА, повстанців 20-30 — х років.
У 2020 Андрій Ковальов створив громадську ініціативу «Історія УАПЦ», яка активно займається вивченням українського церковно-визвольного руху та Української Автокефальної Православної Церкви. Більшість своїх досліджень ініціатива публікує у одноіменному пабліку у фейсбуці.
Андрій Ковальов — член Військово-історичного клубу «Самостійна Україна», який займається дослідженням та історичною реконструкцією Армії УНР та Української Повстанської Армії. Андрій Ковальов брав участь в організації першої у Боярці реконструкції бою війни за незалежність 1917-1920-х років у березні 2018 року у Боярці, брав участь у організації реконструкції Бою за Арсенал, брав участь у реконструкціях у Боярці, Вінниці, Кам'янці-Подількому, Базарі протягом періоду, починаючи з 2017 року і донині.
Також Андрій Ковальов є членом історичного клубу «Холодний Яр», а також член Національної спілки журналістів України, член Національної спілки краєзнавців України.
Андрій Ковальов є вихованцем Пласту — Національної скаутської організації України.
Багатолітній член київського осередку «Пласту», а також член старшопластунського куреня ч. 15 «Орден Залізної Остроги» імені Святослава Завойовника. Багато років безпосередньо займався виховницькою роботою з дітьми і молоддю у Пласті. Організатор різноманітних пластових акцій та літніх таборів.
З 2019 — активний блоґер, який пише на тему політики, релігії та історії. Андрій Ковальов активний учасник телевізійних ток-шоу, як експерт та аналітик у галузі політики, релігії та історії. Має ексклюзивну експертизу у галузі світового православ'я.
|                                   |
| Меморіальна дошка Марку Шляховому |

|                            |
| Барельєф на станції Боярка |

|                                      |
| Барельєф Івану Чмолі в Боярці, 2019. |

## Участь у російсько-українській війні
24 лютого 2022 року з першого дня повномаштабної агресії російської федерації Андрій Ковальов добровільно мобілізувався до лав 112 бригади Територіальної оборони Збройних сил України. Брав безпосередньо участь у формуванні бригади.
Був призначений на посаду прес-офіцера 112 бригади Територіальної оборони Збройних сил України, на цій посаді брав участь в обороні Києва від російських загарбників

Згодом був призначений на посаду речника Генерального штабу Збройних сил України.

## Праці
- Книга «З Архістратигом на щитах. Нариси до історії Першої російсько-української війни на Київщині 1917—1918 років»[25], Київ, «Темпора», 2018
- Книга «Як гартувалася державність»[26], Київ, Видавництво Марка Мельника, 2020.
- Монографія з політології: «Концепція деліберативної демократії Джеймса Фішкіна: теоретичний і практичний аспекти»[27], Київ, «Знання України», 2019.
- Брошура «Володимир Самійленко і Боярка», Боярка, 2025[28].

## Нагороди
- Диплом за перемогу у Третьому щорічному конкурсі журналістських розслідувань організованого посольством Сполучених Штатів Америки в Україні та редакцією «Української правди» у категорії «відео» у 2014 році;
- Диплом лауреата Третьої премії конкурсу «Україна: 20 років державотворення» організованого Президентом України Леонідом Кучмою та Інститутом стратегічних оцінок у 2011 році;
- Благословенна грамота Патріарха Київського і всієї Руси — України Філарета у 2014 року;
- Медаль Української Православної Церкви Київського Патріархату «За жертовність і любов до України» у 2015 році;
- Медаль Волинської єпархії Української Православної Церкви Київського Патріархату «За жертовність» у 2016 році;
- Медаль на честь 20-ліття Патріаршества Вселенського Патріарха Варфоломія у 2016 році;
- Пам'ятна медаль на честь отримання Томосу Православної Церкви України та інтронізації митрополита Київського у січні 2019 року;
- Нагрудний пам'ятний знак з нагоди отримання Томосу Православної Церкви України у 2019 році.
- Лауреат Літературно-мистецької премії імені Володимира Самійленка у 2019 році.
- Нагрудний знак «За церковні заслуги» у 2021 році;
- Благословенна грамота Митрополита Київського і всієї України Епіфанія у 2021 році;
- Премія імені Івана Огієнка (2024)[29];
- Нагороджений грамотами та подяками Київської міської державної адміністрації, Київської обласної державної адміністрації та ради, Київського міського голови, Боярського міського голови.

### Особисте життя
Одружений з Інною Неродик — журналісткою, телеведучою, поетесою, експерткою з комунікацій та громадською активісткою.
Захоплення: релігієзнавство, політологія, військова історія, військово-історична реконструкція, бджільництво, туризм.